# Opsariichthys songmaensis
Opsariichthys songmaensis är en fiskart som beskrevs av Nguyen 2000. Opsariichthys songmaensis ingår i släktet Opsariichthys och familjen karpfiskar. IUCN kategoriserar arten globalt som otillräckligt studerad. Inga underarter finns listade i Catalogue of Life.